# Poletne olimpijske igre 1984
Poletne olimpijske igre 1984 (uradno XXIII. olimpijada moderne dobe) so bile poletne olimpijske igre, ki so potekale leta 1984 v Los Angelesu, Kalifornija, ZDA. Drugih gostiteljskih kandidatk ni bilo.